# 杵屋彌三郎
杵屋 彌三郎（きねや やさぶろう）は、長唄三味線方の名跡。新字体は弥三郎。代々「弥三郎派」の家元と称する。

## 初代
（生年不詳 - 宝暦8年（1758年））俳名は扇遊。
4代目杵屋六左衛門または6代目杵屋喜三郎または7代目杵屋喜三郎の門弟。1753年に立三味線。作曲に優れ「執着獅子」を残す。大薩摩節も得意とした。

## 2代目
（生没年不詳）
初代彌三郎の子とも。1770年に立三味線。初代富士田吉次の相三味線で活躍。初代没後まもなく2代目彌三郎を襲名。作曲に「菊三番」「千代見草栄丹前」を残す。

## 3代目
（生年不詳 - 天保1年（1830年）頃）
2代目彌三郎の養子といわれる。杵屋錦次郎が1814年に森田座で3代目彌三郎を襲名。

## 4代目
（文化14年（1817年） - 明治36年（1903年））
4代目富士田音蔵の弟。初代杵屋三五郎門弟から10代目杵屋六左衛門の門弟。三平から2代目杵屋辰三郎を経て1856年に4代目彌三郎を襲名。1858年に立三味線。

## 5代目
（安政4年（1857年） - 明治45年（1912年）4月10日）
4代目彌三郎の次男の杵屋八十七が4代目彌三郎が没後まもなく襲名。

## 6代目
（明治30年（1897年） - 昭和24年（1949年））
父は歌舞伎役者の中村勘助、実子に東千代之介。

## 7代目
（大正13年（1924年）2月4日 - 平成4年（1992年）11月2日）本名は若和田邦夫。
東京四谷の生まれ、6代目の子。1944年に東京音楽学校後に山田抄太郎に師事。同年に7代目彌三郎を襲名。1948年に京都祇園八坂女紅場学園の講師となり「都をどり」の指導・作曲に尽力。

## 8代目
7代目の妻・若和田美代子が襲名。